# Wallonie dialectale
Pour les articles homonymes, voir Wallonie (homonymie).
La Wallonie dialectale ou plus rarement Wallonie linguistique est la partie de la Wallonie où l'on parle traditionnellement le wallon. Elle comprend une bonne partie de la Belgique romane ainsi que la botte de Givet.
L'étude dialectologique de cette région linguistique, notamment avec l'Atlas linguistique de la Wallonie, a permis de distinguer 4 grands groupes dialectaux :
- l'est-wallon ou wallon liégeois ; dans l'est de la Wallonie dialectale avec comme principales villes Liège, Waremme, Huy, Malmedy. Il est le dialecte wallon le plus typé.
- le centre-wallon ou wallon namurois ; au milieu de la Wallonie dialectale avec Namur, Dinant, Wavre, Ottignies, Givet.
- le wallo-picard ou ouest-wallon ; dans l'ouest de la Wallonie dialectale avec Charleroi, Nivelles, La Louvière, Philippeville. C'est un groupe de transition entre le wallon et le picard.

Wallonie dialectale

- le wallo-lorrain ou sud-wallon ; dans le sud-est de la Wallonie dialectale avec Saint-Hubert, Bastogne, Bouillon, Marche-en-Famenne. C'est un groupe de transition entre le wallon et le lorrain.

## Est-wallon ouliégeois
Ce dialecte est le plus typé, du point de vue diachronique (il est en général le plus conservateur) et du point de vue sociolinguistique (mais ce point reste à étudier). Il est aussi le mieux typé d'un point de vue dialectologique et synchronique, c'est-à-dire qu'il existe effectivement des variantes qui lui sont propres, le définissant tout entier et l'opposant aux autres dialectes. Voici quelques-uns des principaux traits caractéristiques de ce dialecte.

### Phonologie
Existence du phonème /h/, réalisé [h], [ç] ou [χ]  selon les contextes et les régions. Il peut avoir deux origines, soit une origine germanique : ex. hoye (houille), haye (haie), etc. (qui correspond à zéro ou un hiatus ailleurs), soit  i, «h secondaire» résultant de groupes tels que c intervocalique devant e et i, sc + voyelle, (s)sy, ty, x intervocalique, etc. qui ont évolué en ch ou j dans le reste de la Wallonie dialectale: plêhant (plêjant, plaisant), home (chome, chume, écume), cråhe (cråche, graisse), måhon (måjon, maison), poûhî (poûjî, puiser), etc.

### Phonétique
Le [uː] long latin s'est maintenu, comme dans le morphème du participe passé masculin : pièrdou (perdu), mètou (mis), etc. Les autres dialectes wallons ont un [yː] : pièrdu, mètu, etc.

### Morphologie
Le passé simple subsiste en est-wallon alors qu'il n'en reste plus que des traces en wallo-lorrain et centre-wallon.

## Centre-wallon ounamuroisou wallon central
Ce dialecte est parlé dans une zone occupant le centre de l'aire linguistique wallonne, avec entre autres les villes de Wavre, Namur, Gembloux et Dinant. Il est divisé en une multitude de sous-dialectes, d'accents et de patois locaux. Le parler de Namur est considéré comme le standard de ce dialecte et l'association Lès Rèlîs Namurwès joue un rôle important dans sa conservation.
C'est cette variété de wallon qui est parlée dans la Wallonie de France.
Du fait de sa position centrale, ce dialecte a des points communs avec les trois autres et est le plus facilement compréhensible pour les locuteurs des autres dialectes. Il est également le plus difficile à caractériser : il est en contact géographique avec tous les autres ; il est dès lors difficile de trouver un trait qui lui soit réellement propre. 

### Phonétique
Du point de vue phonétique, le centre-wallon partage ses caractéristiques avec ses voisins :
- tantôt avec le wallo-picard. Par exemple les terminaisons en -îye dans des mots comme vîye, industrîye (industrie), etc. alors que l'est-wallon a -èye ;
- tantôt avec l'est-wallon. Par exemple le maintien du o dans des mots comme tot, botèye (bouteille), vos, gngno (genou), etc. pour le ou du français ;
- tantôt avec le wallo-lorrain. Par exemple l'évolution de os et or en wa dans des mots comme fwârt (fort), twade (tordre), ripwazer (reposer), etc.

## Wallo-picard ou ouest-wallon
Le dialecte wallo-picard, appelé aussi ouest-wallon improprement, est un dialecte de transition au sein de la Wallonie dialectale entre le picard à l'ouest et le centre-wallon. Il se caractérise principalement par :
- une fragmentation dialectale plus grande qu'en est-wallon et centre-wallon ;
- l'équivalent du français ou est généralement un ou (o dans les autres dialectes wallons), comme dans une partie du wallo-lorrain ;
- La voyelle d'appui est souvent prosthétique à l'ouest du domaine.

#### Est-wallon
- Jean Haust, Dictionnaire liégeois, Éditions Vaillant-Carmane, Liège, 1933.

#### Centre-wallon
- Lucien Léonard, Lexique namurois, Société de Langue et de Littérature wallonne, Liège, 1989.

#### Wallo-picard
- Arille Carlier (dir. Willy Bal) , Dictionnaire de l'ouest-wallon, Éditions de l'Association royale littéraire wallonne de Charleroi, 3 tomes, 1985-1988-1991.